# 武若
武若（法語：Vougeot，法語發音：[vuʒo]）是法国科多尔省的一个市镇，位于该省东南部，属于博讷区。武若因特产勃艮第红酒而闻名。

## 地理
武若（47°10'35"N, 4°57'49"E）面积0.88 平方千米，位于法国勃艮第-弗朗什-孔泰大區科多尔省，该省份为法国中东部省份，北起奥布省，西接涅夫勒省和约讷省，南至索恩-卢瓦尔省，东南接汝拉省，东临上索恩省，东北部与上马恩省接壤。
与武若接壤的市镇（或旧市镇、城区）包括：尚博勒米西尼、沃讷-罗马内、弗拉热-埃谢佐、日伊莱西托。

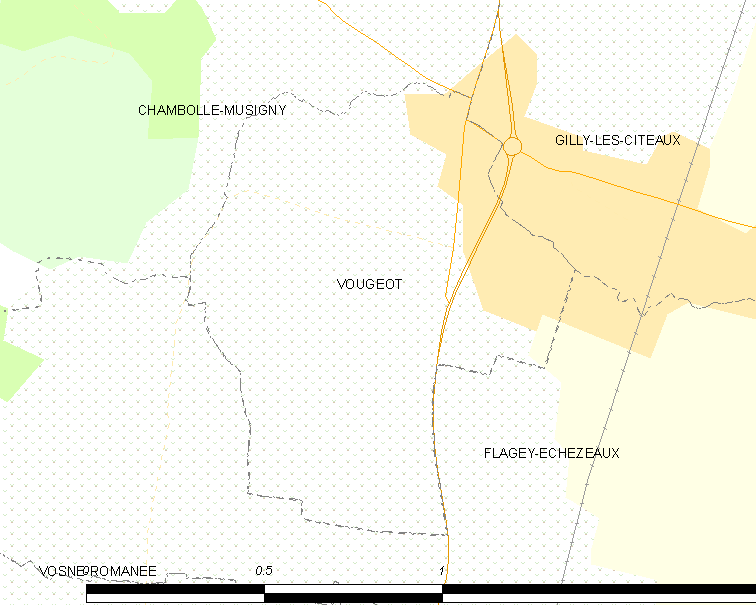
武若的OSM定位图

武若的时区为UTC+01:00、UTC+02:00（夏令时）。

## 行政
武若的邮政编码为21640，INSEE市镇编码为21716。

## 政治
武若所属的省级选区为尼伊圣乔治县。

## 人口

1962-2008年间武若人口变化图示

武若于2022年1月1日时的人口数量为153人。